# Furnarius cristatus
Furnarius cristatus là một loài chim trong họ Furnariidae.